# Dopler ultrasonografija
Dopler ultrasonografija ili dupleks ultrasonografija (akronim DUS) je vrsta medicinske ultrasonografije koja mkoristi Doplerov efekat za snimanje kretanja tkiva i telesnih tečnosti (obično krvi), i njihove relativne brzine do sonde. Ona u se sebi objedinjuje B-mode, prikaz pulsnim talasnim Doplerom kojim se vizualizuje protok krvi kroz krvne sudove i CD, prikaz kolor doplerom, kojim se vizualizuje strukture i hemodinamika unutar krvnih sudova i kvantifikuje stepen i ozbiljnosti stenoze (suženja). Oba prikaza istovremeno (zato se metoda nazva i „dupleks”) čine na ekranu jedinstvenu sliku koja omogućuje kvalitetniju interpretaciju nalaza.
Izračunavanjem pomeranja frekvencije određene zapremine uzorka, na primer, protoka u arteriji ili mlaza protoka krvi preko srčanog zaliska, može se odrediti i vizuelizovati njegova brzina i smer. Dopler u boji ili dopler protoka u boji predstavlja prikaz brzine pomoću skale boja. Dopler slike u boji se generalno kombinuju sa slikama u nijansama sive (B-režim) za prikaz dupleks ultrasonografskih slika, omogućavajući istovremenu vizualizaciju anatomije područja.
Ovo je posebno korisno u kardiovaskularnim studijama (sonografija vaskularnog sistema i srca) i neophodno je u mnogim oblastima kao što je određivanje obrnutog protoka krvi u vaskulaturi jetre kod portalne hipertenzije.
Dopler ultrasonografija je neinzivna i jako jeftina metoda, što je čini jako dostupno u svakodnevnom radu.
Nove tehnike kao što su dvodimenzionalni protok u realnom vremenu ili trodimenzionalna (3D) ehokardiografija, kao i upotreba ultrazvučnih kontrasnih sredstava, još viđe će unaprediti mogućnosti DUS-a.

## Namena
Detekcijom subkliničke arterijske bolesti, DUS obezbeđuje relevantne informacije u pogledu procene kardiovaskularnog rizika. B-mod ultrazvuka je takođe pouzdana tehnika za merenje intimo-medijalnog zadebljenja (IMT), kao marker težine ateroskleroze kod pojedinaca i kao prediktor kardiovaskularnog morbiditeta i mortaliteta.
Dopler ultrasonografija takođe omogućava i komplentnu vaskularnu evaluaciju različitih korita krvnih sudova i često je prvi korak u dijagnostici, evaluaciji i obradi protoka u velikim i malim krvnim sudovima kao što su aorta, grane aorte poput bubrežnih arterija, arterija donjih ili gornjih ekstremiteta, vratnih arterija, vertebralnih arterije, arterija unutar lobanje na bazi mozga (transkranijalna ultrasonografija).
Dopler ultrasonografijom se pregledaju i vene, najčešće vene donjih ekstremiteta, a daleko ređe druge vene.
Pomoću DUS moguće je dijagnostikovati suženje (stenozu) ili potpuno začepljenje
(okluziju) ispitivane arterije, i time isključiti postojanje proširenja arterijskog zida (aneurizme), odnosno prepoznati ugruške (trombe) u ispitivanim venama.
Ponekad metodom dupleks ultrasonografije, obavlja vasosken, nakon postavljanja manžetne za merenje krvnog pritiska na nadlakticu i natkoljenicu. Ovom merodom se izračunava ABI indeks (odnos krvnog pritiska na nivou gležnja i krvnog pritiska na nivou nadlaktice. ABI indeks iznosi normalno više od 0,9, a vrednosti manje od 0,5 govore u postojanju periferne vaskularne bolesti.

## Postupak
Dopler ultrasonografija se izvodi u ležećem položaju. Ukoliko se ispituju arterije ili vene donjih ekstremiteta tada ćete osloboditi donji deo tela od odeće i oblači medicinske gaćice. U mirnom zatamnjenom prostoru lekar potom
na ispitivane delove tela nanosi određenu količinu providnog gela (na bazi vode) koji služi za bolji prenos zvučnih talasa u tkivo, i bolji prijem talasa iz tkiva.
Tokom preglesa odgovarajućom sondom se ispituje željena arterija ili vena,
a povremeno će se od pacijenta tražiti da duboko udahnete i zadržite vazduh, ili se napne kao da će obaviti defekaciju (Valsalvin manevar) ili promenite položaj tela, pa čak i ustati i neko vreme stoji.
Na kraju pregleda pacijent komadaom papira uklanjanje viška gela, koji se lako odstranjuje, ne šteti koži, i obično ne izaziva alergijske reakcije i ne prlja odeć (jer je na bazi vode).

## Doplerov modalitet

### Boja
Dopler boja prekriva informacije o brzini pokretnih objekata preko tipične slike B-režima. U ovom slučaju, zapremina uzorka je  oblast od interesa. Mašina zatim koristi frekvenciju i amplitudu povratnih odjeka iz pulsnog ispitivanja tog regiona da prikaže informacije o protoku u datoj oblasti. Mašina može da dodeli različite boje u zavisnosti od smera protoka, poznatog i kao fazni pomak. Tradicionalno se koriste crvena za protok prema transduktoru ili plava za protok dalje od sonde. Pored toga, mašina će izračunati nijansu boje na osnovu srednjeg pomeranja frekvencije ispitivanog piksela, koji predstavlja srednju brzinu protoka u toj oblasti. Ova nijansa je generalno svetlija za objekte koji se brže kreću i tamnija za objekte koji se sporije kreću.
Kolor dopler je koristan za ispitivanje prisustva ili odsustva krvotoka u organima i za brzo istraživanje velikih površina za turbulentni tok. U slučaju snimanja srca, koristi se za kvalifikaciju regurgitantnog i turbulentnog toka. Iako se neke kvantitativne informacije mogu dobiti strateškom upotrebom doplera u boji, on je generalno koristan za kvalitativne informacije o datoj zapremini uzorka.

### Snaga
Pover Dopler prekriva informacije o energiji povratnog Doplerovog signala umesto frekvencije na B-režim slike. Da bi to uradio, transduktor prvo dobija informacije o Dopleru identično onima u Dopleru u boji. Koristeći impulsno ispitivanje zapremine uzorka, sistem određuje opseg odjeka sa pomerenim frekvencijama usled protoka. Međutim, kada se odrede ove pomerene frekvencije, mašina ignoriše informacije o frekvenciji umesto da koristi samo informacije o amplitudi iz ovih talasa. Amplitude se zatim mapiraju u boju (često narandžastu) sa signalima veće snage koji se pojavljuju kao svetlije nijanse. Ove nijanse predstavljaju snagu ili „moć“ povratnih signala i ne sadrže nikakve informacije o pravcu ili brzini. Povećana jačina signala, u ovom slučaju, pripisuje se povećanom volumenu pokretne krvi kao i drugim faktorima kao što su brzine smicanja i broj raspršivača u zapremini uzorka.
Postoji nekoliko prednosti za napajanje Doplera. Snažni dopler, za razliku od kolor ili spektralnog doplera, manje utiče na dopler ugao i stoga može da otkrije protok koji može biti blizu okomitog na ultrazvučni snop. Pored toga, kada se pojačanje povećava, šum male amplitude u okolnom tkivu se lakše filtrira, što može povećati osetljivost doplera snage za detekciju protoka krvi u stanjima niskog protoka.

### Spektralni dopler
Spektralni dopler je termin koji se koristi za opisivanje doplera pulsnog talasa (PV) i doplera sa kontinuiranim talasom (CV). U ovim oblicima Doplerovog snimanja, opseg frekvencija koje se vraćaju na pretvarač tokom određenog perioda podleže mašinski automatizovanim funkcijama brze Furijeove transformacije. Ove funkcije omogućavaju usrednjavanje vraćenih frekvencija, koje se pretvaraju u brzinu i prikazuju kao funkcija vremena.

## PV dopler
PV Dopler se koristi za određivanje pomeranja frekvencije unutar određene oblasti interesovanja. Da bi to uradio, korisnik koristi snimanje u B-režimu da bi podesio lokaciju zapremine uzorka ili „kapije“ za ispitivanje pomoću pulsnog talasnog Doplera. Uređaj zatim emituje kratke zvučne impulse i čeka povratni eho. Pošto je brzina zvuka u mekim tkivima poznata, uređaj može da varira period tokom kojeg „sluša“ povratne eho na osnovu očekivanog vremena koje će zvuk trebati da putuje da bi se vratio do sonde. PV Dopler onda može da izoluje pomake frekvencije iz zapremine uzorka, što je prikazano u grafičkom obliku sa frekvencijom na i-osi i vremenom na k-osi. Ako korisnik unese podatke u vezi sa Doplerovim uglom, mašina može izračunati brzinu i prikazati ovo umesto frekvencije. PV Doplerovi talasni oblici obično izgledaju „izrezani“ tako što prikazuju samo uski opseg brzina. Ovo je moguće jer kapija za ispitivanje može da izabere male oblasti gde brzine protoka postoje samo u uskom opsegu.
Glavni nedostatak PV Doplera je taj što zbog potrebe za kašnjenjem u prenosu impulsa i prijemom odjeka postoji ograničenje broja impulsa koji se mogu poslati tokom određenog vremenskog perioda. Broj impulsa poslatih u periodu od jedne sekunde se naziva frekvencija ponavljanja impulsa (PRF). Što je veća brzina objekta od interesa, veći PRF mora biti da bi se tačno otkrile povratne frekvencije. PV Dopler ima maksimalnu granicu na kojoj eho iz zapremine uzorka nema dovoljno vremena da se vrati u pretvarač pre nego što se pošalje sledeći impuls. U ovom trenutku, povratni odjeci više nisu koordinirani sa prenesenim impulsom, a Doplerov pomak se više ne može tačno dodeliti.

### CV dopler
CV Dopler se koristi za određivanje pomeranja frekvencije duž cele putanje ispitivanja. Koristi dva odvojena elementa pretvarača; jedan pretvarač za prenos zvuka, a drugi za prijem zvuka. Pošto postoje odvojeni transduktori za prenos i prijem, zvuk se može prenositi i primati neprekidno. Odjeci se zatim filtriraju za one sa pomakom frekvencije, koji su grafički iscrtani sa brzinom na i-osi i vremenom na k-osi. Pošto se dobijaju sve brzine duž date putanje, talasni oblik izgleda „popunjen“.
Prednost CV Doplera je što se ne oslanja na impulsne zvučne talase. Zbog toga, CV Dopler može da meri veoma velike brzine. Međutim, zbog nedostatka informacija ili kontrole u vezi sa dubinom primljenih frekvencija, ne može tačno da odredi odakle su te brzine nastale duž ose ispitivanja.

## Vrste

### Transkranijalni dopler
Transkranijalni dopler (TCD) i transkranijalni kolor dopler (TCCD) mere brzinu protoka krvi kroz krvne sudove mozga transkranijalno (kroz lobanju). Ovi načini medicinskog snimanja vrše spektralnu analizu akustičnih signala koje primaju i stoga se mogu klasifikovati kao metode aktivne akustocerebrografije. Koriste se kao testovi koji pomažu u dijagnostici embolije, stenoze, vazospazma zbog subarahnoidalnog krvarenja (krvarenje iz rupture aneurizme) i drugih problema.
Ovi relativno brzi i jeftini testovi postaju sve efikasniji za otkrivanje:
- bolesti srpastih ćelija,
- ishemijske cerebrovaskularne bolesti,
- subarahnoidalnog krvarenja,
- arteriovenskih malformacija i
- zastoja cerebralne cirkulacije.

Testovi mogu biti korisni i za perioperativno praćenje i infekciju meningea.
Transkranijalni dopler kojise koristi za ove testove postaje sve prenosivija, što omogućava kliničaru da odlaz u bolnicu, u ordinaciju ili u starački dom na stacionarne i ambulantne preglede.
Transkranijalni dopleri se često koriste u kombinaciji sa drugim testovima kao što su MRI, MRA, karotidni dupleks ultrazvuk i CT skeniranje.
Transkranijalni dopler se takođe koriste za istraživanja u kognitivnoj neuronauci.

### Površna meka tkiva
Dopler ultrazvuk može pomoći u razlikovanju benignih od malignih kvržica mekog tkiva.
Dopler je koristan i u proceni upale tetiva i zglobova kao što je npr. paratenonitis.

### Krvni sudovi
Ultrasonografija krvnih sudova pomaže u određivanju više faktora u cirkulatornom sistemu. Može da proceni centralne (abdominalne) i periferne arterije i vene, pomaže u određivanju količine vaskularne stenoze (suženja) ili okluzije (potpune blokade) unutar arterije, pomaže u isključivanju aneurizmatične bolesti i glavna je pomoć pri vladanju izlaz trombotičkih događaja. Dupleks je jeftin, neinvazivan način za određivanje patologije. Koristi se na primer u:
- Ultrasonografija karotida[25]
- Ultrasonografija duboke venske tromboze
- Ultrasonografija hronične venske insuficijencije nogu

Dupleks evaluacija se obično radi pre bilo kakvog invazivnog testiranja ili hirurške procedure. Ultrazvučno dupleksno skeniranje može pružiti dodatne informacije koje mogu voditi donošenje terapijskih odluka. Može se identifikovati lokacija i težina arterijskih suženja i okluzija. Vaskularni ultrazvuk može da mapira bolest u segmentima donjih ekstremiteta sa velikom preciznošću, iako dupleksno skeniranje oduzima više vremena od drugih studija arterija donjih ekstremiteta.
Alternativa Dopleru za vizuelizaciju sudova je B-tok, koji digitalno ističe slabe reflektore protoka (uglavnom crvena krvna zrnca) dok potiskuje signale iz okolnog nepokretnog tkiva. Može istovremeno da vizuelizuje krv koja teče i okolna nepokretna tkiva.
Pored vizuelizacije, ultrazvuk se takođe može koristiti u Dopler auskultaciji (bez vizuelnog), slično korišćenju ultrazvučnog bebi monitora, za lociranje ugrušaka ili drugih vaskularnih opstrukcija ili kolapsa praćenjem krvnog suda dok se zvuk više ne čuje. Takođe se koristi za potvrdu prohodnosti arterija dorsalis pedisa kada edem ili druga stanja čine ručnu palpaciju nepraktičnom.

### Bubrezi
Dopler ultrazvuk se široko koristi u ultrazvuku bubrega. Bubrežni kevni sudovi se lako prikazuju kolor dopler tehnikom da bi se procenila njihova perfuzija.
Primenom spektralnog doplera na bubrežnu arteriju i odabrane interlobularne arterije, mogu se proceniti:
- vršne sistolne brzine,

- indeks otpora i

- krive ubrzanja (npr vršna sistolna brzina bubrežne arterije iznad 180 cm/s je prediktor bubrežne arterije stenoza veća od 60%, a indeks rezistencije, koji je izračunat iz vršne sistolne i krajnje sistolne brzine, iznad 0,70 ukazuje na abnormalni renovaskularni otpor).[30]

### Fetalni dopler monitoring
Fetalni dopler monitori, koji se nazivaju jednostavno dopler ili fetalni dopler, obično nisu tehnički gledano - grafički monitori, već aparati koji generišu zvuk, koristeći Doplerov efekat za otkrivanje otkucaja srca fetusa tokom prenatalne nege. Ovi prenosni ili ručni aparati, kod nekih modela mogu da prikazuju broj otkucaja srca fetusa u minuti (BPM).
Upotreba fetalnog dopler monitora se ponekad naziva Doplerova auskultacija, jer pružaju informacije o fetusu slične onima koje pruža fetalni stetoskop.

### Srce
Dopler ehokardiografija je upotreba Dopler ultrasonografije za ispitivanje srca.   Ultrazvučni talasi koji menjaju svoj nagib kada se odbijaju od ćelija krvi koje se kreću korz srce i krvne sudove  (Dopplerovi signali) mogu pomoći lekaru da meri brzinu i smer kretanja krvi u srcu.
Zahvaljujući Doplerov efekat dobija se ehokardiogram uz pomoć koga se može proceniti u određenim granicama, tačan pravac krvotoka i brzina krvi i stanje srčanog tkiva u bilo kojoj proizvoljnoj tački srca. 
Pregled je potpuno bezbolan i neškodljiv, po potrebi se može ponavljati nebrojeno puta. Jedno od retkih ograničenja je da ultrazvučni snop treba da bude što je moguće paralelniji sa protokom krvi.
Merenja brzine protoka ovom metodom omogućavaju procenu:
- područja i funkcije srčanih zalistaka,
- bilo kakve abnormalne komunikacije između leve i desne strane srca,
- bilo kakvo curenje krvi kroz ventile (valvularna regurgitacija),
- izračunavanje minutnog volumena srca i
- izračunavanje odnosa E/A[33] (mera dijastolne disfunkcije).

Ultrazvuk sa pojačanim kontrastom koji koristi kontrastno sredstvo sa mikromehurićima ispunjenim gasom može se koristiti za poboljšanje brzine ili drugih medicinskih merenja vezanih za protok krvi kroz srce.
Dopler ehokardiografija  je komplementarne dijagnostičke metoda sa EKG, holter EKG-a, ultrazvukom karotida u vratu, testom fizičkog opterećenja i koronografijom.

## Spoljašnje veze
- Untersuchungen zur präoperativen Dignitätserfassung kaniner Mammatumoren mittels Ultraschall und Nadelbiopsie (језик: немачки)

|  | Molimo Vas, obratite pažnju na važno upozorenje u vezi sa temama iz oblasti medicine (zdravlja). |